# Línea 502 (Tandil)
La línea 502 o Línea Blanco (Tandil) pertenece al partido de Tandil, siendo operada por Transporte La Nueva Movediza S.A.

## Recorrido
- Jujuy; Galicia; Kramer; Los Churrinches; Jujuy - Av. Juan B. Justo; Av. Perón; Av. España; San Lorenzo; Pinto; Yrigoyen; Sarmiento; Paz; Machado; Av. Colón - Quintana; La Pampa; Figueroa, Piccirilli, Av. Lunghi - Av. Duarte; Parque Industrial; Av. Ouarte - Av. Lunghi; Doering; Maritorena; Quintana; Lavalle; Vicente López;
- Urquiza; Dufau; Dinamarca; Vicente López; Av. del Valle; Alem; San Martín; 14 de Julio; Av. España; Av. Perón; Av. Juan B. Justo - Jujuy; Arrillaga.
- ALARGUE ESCUELA GRANJA:

(LUNES A VIERNES (CICLO LECTIVO): 6:35; 6:35; 6:40; 6:40; 6:44; 6:48; 9:10; 11:10; 11 :20; 18:30; 19:40. / SÁBADO Y TODOS LOS DÍAS FUERA DEL CICLO LECTIVO: 6:40; 9:10/ DOMINGO: 9:10; 16:10).
Parque Industrial; (recorrido habitual); Av. Perón; Av. Juan B. Justo - Jujuy; Ruta 30, Escuela Agrotécnica N.º 1 "Ramón Santamarina"; Ruta 30, Jujuy; Arrillaga.
RECORRIDO DESDE LA ESCUELA: Jujuy; Ruta 30, Escuela Agrotécnica N.º 1 "Ramón Santamarina"; Ruta 30, Jujuy; Av. Juan B. Justo; Av. Perón; / LUNES A VIERNES (CICLO LECTIVO): 14:00; 15:10; 16:10; 17:20; 17:25; 17:30; 21:00. / SÁBADO y TODOS LOS DÍAS FUERA DEL CICLO LECTIVO: 16:10; 19:30.